# Rodrigo de Figueroa y Torres
Rodrigo de Figueroa y Torres, I książę de Tovar, II markiz de Tovar, Grand Hiszpanii (ur. 24 października 1866 w Madrycie, zm. 1 czerwca 1929 tamże) – hiszpański arystokrata, polityk, rzeźbiarz i architekt.

## Życiorys
Urodził się w 1866 w Madrycie, był młodszym bratem Álvara Figueroy y Torresa, hrabiego de Romanones. Otrzymał tytuł I księcia de Tovar utworzony królewskim dekretem w 1906. Był uczniem rzeźbiarza Agustí Querola Subiratsa. Z powodzeniem brał udział w wielu edycjach Krajowej Wystawy Sztuk Pięknych, m.in. w 1895 zaprezentował marmurowe popiersie swojego ojca i otrzymał wyróżnienie. Był prezydentem Círculo de Bellas Artes i Teatro Real w Madrycie, członkiem Królewskiej Akademii Sztuk Pięknych św. Ferdynanda i ambasadorem Hiszpanii w Watykanie. W 1902 otrzymał tytuł Granda Hiszpanii od króla Alfonsa XIII.